# Nintendo Land
Nintendo Land — видеоигра для игровой приставки Nintendo Wii U в жанре Party Game, входившая в состав стартовых игр во всех регионах. Является одной из наиболее продаваемых игр для Wii U и разошлась тиражом в 3,85 миллионов копий.

## Геймплей
Действие игры происходит в одноимённом парке развлечений. Игроку предоставляется на выбор 12 аттракционов, каждый из которых выполнен в стиле одной из франшиз Nintendo. В мини-играх игрок зарабатывал монетки, которые позднее может тратить на улучшения для своего парка. Все аттракционы наиболее полно раскрывают потенциал Wii U GamePad, некоторые из них также поддерживают Wii Remote и Wii Nunchuk.
C 21 декабря 2012 года транслируется на телеканалах Wii U и Nintendo 3DS (с 3 марта 2017 года на Switch).

## Список аттракционов

### Командные
- The Legend of Zelda: Battle Quest
- Pikmin Adventure
- Metroid Blast

### Аттракционы-состязания
- Mario Chase
- Luigi’s Ghost Mansion
- Animal Crossing: Sweet Day

### Одиночные
- Yoshi’s Fruit Cart
- Octopus Dance
- Donkey Kong's Crash Course
- Takamuru’s Ninja Castle
- Captain Falcon’s Twister Race
- Baloon Trip Breeze

## Отзывы
| Сводный рейтинг | Сводный рейтинг |
| Агрегатор       | Оценка          |
| --------------- | --------------- |
| GameRankings    | 77,98 %         |